# Malakias' Bog
Malakias’ Bog er den sidste bog i Det Gamle Testamente i Bibelen. Malakias betyder "min engel". I bogens sidste kapitel profeterer Malakias, at "retfærdighedens sol" skal stå op, og at Gud vil sende Elias til jorden igen; det tolkes i Det Nye Testamente som en forudsigelse af Johannes Døberen.
Malakias' bog regnes til ét af de tolv mindre profetskrifter
Malakias var af ukendt oprindelse og profeterede ca. 440-400 f.Kr. Malakias er den sidste røst i Det Gamle testamente. Efter ham følger 400 år tavshed før Johannes Døberen og Jesus. Tiden mellem Det Gamle og Det Nye Testamente er beskrevet i de  Deuterokanoniske Bøger.